# Gustaw Alef-Bolkowiak
Gustaw Alef-Bolkowiak właśc. Alef Gutman, ps. Bolek (ur. 3 lutego 1916 roku w Łomży, zm. 7 sierpnia 1979 w Warszawie) – pułkownik Sił Zbrojnych PRL, partyzant Gwardii i Armii Ludowej.

## Życiorys
Syn Izaaka. W latach 1934–1938 studiował prawo na Uniwersytecie Warszawskim. Od 1928 członek Ha-Szomer Ha-Cair, a od 1936 OMS „Życie”. W latach 1936–1938 redaktor w agencji prasowej „Żagos”, a w latach 1938–1939 sekretarz Komitetu Pomocy Uchodźcom z Niemiec w Zbąszyniu. We wrześniu 1939 służył w jednym z batalionów Obrony Narodowej, a następnie udał się na tereny zajęte przez Armię Czerwoną. Kierownik wydziału opałowego w zarządzie miasta, działacz związków zawodowych i agitator podczas „wyborów” do Rady Najwyższej ZSRR. W latach 1940–1941 kierownik państwowej konsultacji prawnej w Kolnie. Sekretarz oddziału związku zawodowego pracowników sądów. Działacz WKP(b), agitator miejscowego komitetu WKP(b). Blisko związany z partyzantką radziecką i NKWD. W czasie okupacji ukończył partyzancką Szkołę Oficerską. Od 1942 walczył w oddziałach GL i AL, zastępca dowódcy batalionu i dowódca oddziału specjalnego. Od lutego 1942 członek PPR, członek Komitetu Dzielnicowego (KD) PPR, dowódca organizacji dzielnicowej GL. Uczestnik kilku akcji, 30 września 1942 został ranny pod Ossą koło Drzewicy. Od stycznia 1943 wydawał w Mińsku Mazowieckim pismo informacyjne Komitetu Okręgowego (KO) PPR Warszawa-Prawa Podmiejska – „Wiadomości Codzienne”, a od kwietnia 1943, przeniesiony na Lubelszczyznę, „Wiadomości” i „Trybunę Ziemi Lubelskiej”. Objął dowództwo nad około stuosobowym oddziałem specjalnym Obwodu II (część oddziału stanowili ocaleni z Holocaustu Żydzi). Uczestnik bitwy pod Amelinem 7 maja 1944 i pod Rąblowem 14 maja. W 1945, jako dowódca oddziału do zadań specjalnych uczestniczył w walkach o Warszawę. Szef Wydziału Personalnego Komendy Głównej Milicji Obywatelskiej.
W 1945 został wyznaczony na stanowisko szefa Oddziału Spraw Zagranicznych Sztabu Generalnego WP. W latach 1946–1947 przeszedł roczny kurs lotniczy w Stanach Zjednoczonych. Od marca 1946 do kwietnia 1948 zastępca attaché wojskowego w Waszyngtonie, od 15 sierpnia 1948 do 15 września 1949 attaché wojskowy w Belgradzie. 16 września 1949 skierowany do dyspozycji Komitetu Centralnego PZPR. W latach 1955–1956 był dyrektorem gabinetu wicepremiera Franciszka Jóźwiaka w Urzędzie Rady Ministrów. W latach 1956–1958 pracował jako przedstawiciel PRL w Międzynarodowej Komisji Nadzoru i Kontroli w Kambodży i Laosie. Od 18 grudnia 1958 do 10 listopada 1964 szef Oddziału Propagandy w Głównym Zarządzie Politycznym WP.
Na emeryturze był działaczem ZBoWiD, wchodził w skład Rady Naczelnej i Zarządy Głównego tej organizacji. Od 1965 był przedstawicielem ZBoWiD i zastępcą sekretarza generalnego Międzynarodowej Federacji Bojowników Ruchu Oporu (FIR) z siedzibą w Wiedniu, jak również członkiem Głównej Komisji Badania Zbrodni Hitlerowskich w Polsce.
Wziął udział w filmie Claude'a Lanzmanna Shoah, wywiadu udzielał po francusku.
Został pochowany na cmentarzu Wojskowym na Powązkach (kwatera B32-tuje-20).

## Ordery i odznaczenia
- Order Sztandaru Pracy II klasy
- Krzyż Grunwaldu III klasy
- Krzyż Kawalerski Orderu Odrodzenia Polski
- Krzyż Srebrny Orderu Wojennego Virtuti Militari
- Krzyż Partyzancki
- Medal za Warszawę 1939–1945
- Medal Zwycięstwa i Wolności 1945